# 吉田光治郎
吉田 光治郎（よしだ こうじろう、1988年5月25日 - ）元ラグビー選手。トヨタ自動車、キヤノンイーグルス、宗像サニックスブルースなどでプレイ。現在はプロコーチとして活動中。3人兄弟の末っ子。

## プロフィール
- 大阪府出身。
- 身長178cm、体重102kg
- 血液型はB型
- ポジションはフランカー(FL)。

## 経歴
啓光学園高校卒業後、帝京大学に入学。帝京大学ラグビー部では1年次からレギュラーを獲得。
4年間でほとんどの公式戦に出場。
同級生で決定される主将には全員一致で選出されるなど、プレイだけでなく、責任感ある人柄の良さから仲間からの信頼もとても高い事が証明されている。。
大舞台に強く、第46回大学選手権と第47回大学選手権の両大会決勝で貴重なトライを挙げている。
ラグビー関係者からは、"持っている人間"と言われている。
決勝戦後のスピーチでは感動的なスピーチを残している。
帝京大学卒業後は、トヨタ自動車ヴェルブリッツ(現・トヨタヴェルブリッツ)に入団。
開幕戦ではトヨタ自動車ヴェルブリッツでは激戦区のポジションを見事勝ち抜き先発メンバーにも選ばれ、そこでもトライを挙げている。。
2013年、エディージョーンズに高評価され日本代表に初めて選出された。エディーは吉田はオーストラリア代表のFLジョージ•スミスになれると評価していた。。2013年、エディージョーンズに高評価され日本代表に初めて選出された。エディーは吉田はオーストラリア代表のFLジョージ•スミスになれると評価していた。[3]。
日本代表選出後、度重なる怪我により2年間公式戦に出場出来ない時期を過ごす。
2016年 懸命のリハビリにより復帰し、世界的名将ジェイク・ホワイトの就任により選手として更に飛躍する。
2018年 トヨタを退社しメルボルンライジングでプレー オーストラリアのプロリーグNRCでプレイ
2019年 キヤノンイーグルス入団
2021年 宗像サニックスブルース入団
2022年 宗像サニックスブルース廃部により引退表明
2023年 ラグビーの本場ニュージーランドにて コーチングのキャリアをスタートさせる。
座右の銘は『一生懸命』。
- 2004年～2007年 啓光学園高ラグビー部

1年次、第84回全国大会高校ラグビーフットボール大会優勝
この優勝により啓光学園は同大会4連覇を達成
- 2007年～2011年 帝京大学ラグビー部　4年次は主将。大学選手権で優勝2回・準優勝1回を経験する。
- 2011年[5]～2018年[6] トヨタ自動車ヴェルブリッツ
- 2018年 メルボルン・ライジング
- 2019年[7]～2021年 キヤノンイーグルス(現・横浜キヤノンイーグルス)
- 2021年[8] 宗像サニックスブルース
- 2014年 トヨタ自動車ヴェルブリッツ主将に就任[9]。